# Josef Simon (Politiker)

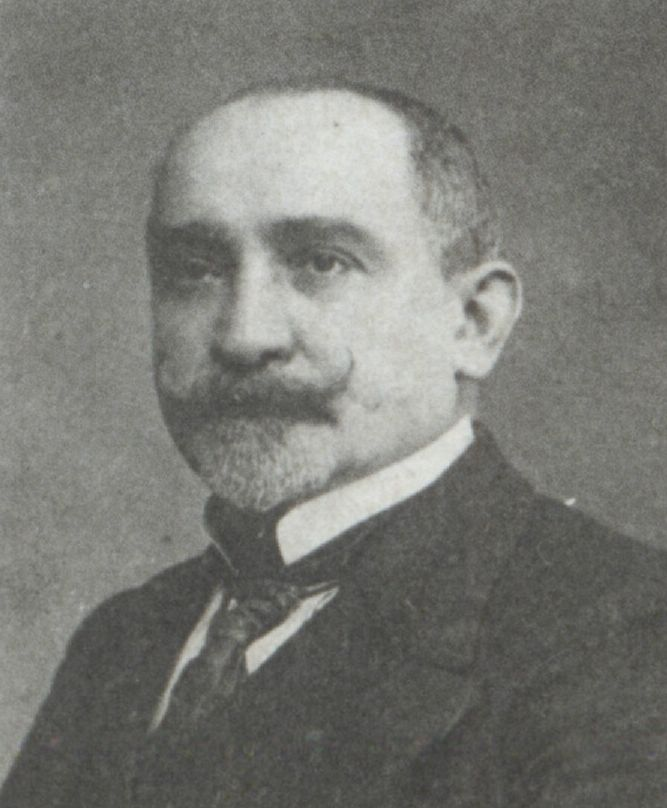
Josef Simon als Reichstagsabgeordneter, 1912

Josef Simon (* 23. Mai 1865 in Schneppenbach, Unterfranken; † 1. April 1949 in Kornwestheim) war ein deutscher Gewerkschafter und Politiker (SPD).

## Leben und Wirken

### Leben im Kaiserreich (1865–1919)
Josef Simon wurde als Sohn eines Schäfers geboren. Nach dem Besuch der Dorfschulen in Ernstkirchen, Kleinkahl und Johannesberg in den Jahren 1871 bis 1878 wurde er bis 1881 in Huckelheim zum Schuhmacher ausgebildet. Anschließend arbeitete er in verschiedenen Schuhfabriken. Er stieg im Laufe der Zeit als Schuhmachermeister zum Geschäftsführer einer größeren Fabrik auf.
1885 wurde Simon in Offenbach am Main Mitglied der Sozialdemokratischen Partei Deutschlands (SPD) und des freigewerkschaftlichen Schuhmacherverbands. 1886 heiratete er. 1888, während der Hochphase der von Bismarck forcierten Bekämpfung der Sozialdemokratie, wurde Simon von der Frankfurter Polizei wegen der Verbreitung verbotener Druckschriften in Untersuchungshaft genommen. Da das nachfolgende Verfahren mit dem Freispruch Simons endete, wiesen die Behörden ihn ersatzweise aufgrund der Sozialistengesetze aus dem Frankfurter Belagerungszustandsgebiet aus. Seinen neuen Wohnort nahm Simon nun in Nürnberg. Zu dieser Zeit begann er auch Funktionärsaufgaben im Schuhmacherverband zu übernehmen: Zwischen 1894 und 1900 war er der Vorsitzende des zentralen Verbandsausschusses der Gewerkschaft.
In den folgenden Jahren nahm Simon als Delegierter an den Internationalen Sozialistenkongressen in Amsterdam, Stuttgart und Basel teil. Von 1897 bis 1900 bekleidete er den Posten des Gemeindebevollmächtigten in Ilversgehofen in der Nähe von Erfurt, wo er in den Jahren 1897 bis 1899 auch eine genossenschaftlich organisierte Schuhfabrik als Geschäftsführer leitete. 1900 wurde er Vorsitzender des Zentralverbandes der Schuhmacher Deutschlands. 1910 und 1926 unternahm er Reisen in die Vereinigten Staaten, um die dortigen Lohn- und Arbeitsverhältnisse zu studieren.
Zwischen 1900 und 1933 war Simon hauptamtlicher Vorsitzender der Schuhmachergewerkschaft mit Sitz in Nürnberg. 1907 wurde Simon Sekretär der Internationalen Vereinigung der Schuh- und Lederindustriearbeiter. Im selben Jahr wurde er erstmals in den Bayerischen Landtag gewählt, dem er schließlich bis 1918 angehören sollte. Ab 1908 war Simon auch Gemeindebevollmächtigter in Nürnberg. Diese Funktion sollte er bis 1920 ausüben. Anschließend amtierte er noch bis zum Dezember 1929 als Stadtrat in Nürnberg.
Im Januar 1912 wurde Simon erstmals in den Reichstag gewählt, in dem er zunächst bis zur Novemberrevolution von 1918 den Wahlkreis Oberfranken 1 vertrat. 1914 erfolgte Simons Wahl in den Landesvorstand der bayerischen SPD. 1917 verließ Simon die SPD und schloss sich der Unabhängigen Sozialdemokratischen Partei Deutschlands (USPD) an, einer neuen Partei, die sich vor allem aus Angehörigen des linken Flügels der SPD rekrutierte, die mit der Politik der SPD im Ersten Weltkrieg unzufrieden waren. Bereits ein Jahr zuvor, 1916, hatte er sich aus Ablehnung der Kriegskredite der Sozialdemokratischen Arbeitsgemeinschaft angeschlossen. In der Umbruchsphase 1918/1919 gehörte Simon für die USPD dem provisorischen Nationalrat in Bayern an.

### Weimarer Republik (1919 bis 1933)
Im Januar 1919 wurde Simon für den Wahlkreis 26 (Oberfranken) in die Weimarer Nationalversammlung gewählt, aus der er vorzeitig ausschied, nachdem seine Wahl im November für ungültig erklärt wurde. Im März/April 1919 amtierte er im Kabinett Hoffmann kurzzeitig als Bayerischer Minister für Handel und Gewerbe, trat aber aus dieser Regierung am 8. April 1919 aus, nachdem in München die Bayerische Räterepublik ausgerufen worden war. Ferner gehörte er von 1920 bis 1922 dem Beirat bzw. dem Parteirat der USPD an. Außerdem wurde er in den Vorläufigen Reichswirtschaftsrat aufgenommen, in dem er bis 1933 saß.
Im Juni 1920 nahm Simon seine parlamentarische Karriere wieder auf, als er für den Wahlkreis 29 (Franken) in den ersten Reichstag der Weimarer Republik gewählt wurde. 1922 verließ Simon die USPD wieder, um zur SPD zurückzukehren, deren Reichstagsfraktion er sich nun auch wieder anschloss. Nachdem sein Mandat bei den folgenden vier Reichstagswahlen – im Mai 1924, Dezember 1924, Mai 1928 und September 1930 – bestätigt wurde, gehörte Simon dem Reichstag insgesamt knapp zwölf Jahre lang – vom Juni 1920 bis zum Juli 1932 – an. Nach einer Neudurchnummerierung der Reichstagswahlkreise figurierte Simons fränkischer Wahlkreis von Mai 1924 bis Juli 1932 als Wahlkreis Nr. 26.
Während des Richtungsstreits innerhalb des Allgemeinen Deutschen Gewerkschaftsbundes (ADGB) – der sich an der Frage entzündete, ob man mit der halbdiktatorischen Präsidialregierung Brüning zusammenarbeiten sollte, um das größere Übel eines Machtantritts der Nationalsozialisten zu verhindern, oder ob man sich kompromisslos gegen beide Gegner stellen sollte – plädierte Simon 1931 für einen scharfen Kurs gegen die Regierung. Anlass für seine Haltung waren die Notverordnungen der Regierung von Heinrich Brüning zum Lohnabbau: „Wir sind dem Kampf bisher ausgewichen, aber es entsteht doch die Frage, ob wir angesichts der Wirtschaftslage in absehbarer Zeit noch ausweichen können. Es gewinnt den Anschein, dass der Gegner es auf die Schwächung unserer Organisation abstellen und uns dann den Kampf aufzwingen wenn unsere Organisationen genügend geschwächt sind. Wir können weitere Belastungsproben nicht mehr ertragen und müssen das offen und ehrlich erklären.“ Mit dieser Position konnte sich Simon indes nicht durchsetzen. Nur wenig später sah sich auch Simon – der Not der Lage gehorchend – gezwungen auf den Kurs einer Unterstützung der Brüningregierung einzuschwenken, und die von ihr eingebrachten Notverordnungen zu akzeptieren, um die Gefahr eines Sturzes der Regierung und die Möglichkeit einer Nachfolgeregierung durch die Nationalsozialisten abzuwenden: „Es ist das Furchtbare, dass wir auf Gedeih und Verderb mit der Regierung Brüning verbunden sind.“

### Zeit des Nationalsozialismus und Nachkriegszeit (1933 bis 1949)
Simon erinnert sich: „[Dann] wurden wir zum Fotografieren zu einer Gruppe zusammengestellt. Es wurde mir ein Pappdeckel umgehängt, auf dem geschrieben stand: »Ich bin ein klassenbewußter SPD-Bonze.« Ich riß das Plakat herunter, aber es wurde mir wieder umgehängt mit der Drohung, wenn ich es wieder abreiße würde ich Prügel bekommen. […] Unsere Bilder wurden dann von der SS im Lager für 20 Reichspfennig verkauft.“
Kurz nach dem Machtantritt der Nationalsozialisten wurde Simon verhaftet und nach verschiedenen Zwischenstationen bis 1934 im KZ Dachau gefangen gehalten. Bereits wenige Monate nach seiner Freilassung kam es 1935 zur erneuten Verhaftung Simons, gegen den nun ein Verfahren wegen „Vorbereitung zum Hochverrat“ eingeleitet wurde. Unter Zwang unterschrieb er eine Erklärung, künftig alle Aktivitäten gegen das Regime zu unterlassen. Dennoch hielt er Kontakt unter anderem mit Wilhelm Leuschner. Nach einem erfolgreichen Verlauf des Anschlags vom 20. Juli 1944 war er als führende Person beim Aufbau einer Verwaltung vorgesehen.
Nach dem Ende des Zweiten Weltkrieges beteiligte Simon sich am Wiederaufbau der SPD in Nürnberg. Aufgrund seiner früheren Leistungen wurde er zum Ehrenvorsitzender der örtlichen Parteigruppe sowie der Gewerkschaft gewählt. Außerdem wurde ihm der Vorsitz über den Aufsichtsrat der Konsumgenossenschaft für Nürnberg und Fürth anvertraut. Josef Simon starb während des Gründungskongresses der Gewerkschaft Leder am 1. April 1949 in Kornwestheim bei Stuttgart.

## Andenken
Zum Andenken an Josef Simon wurde 1972 eine Straße in Nürnberg-Langwasser nach ihm benannt.

## Schriften
- Die Lohn- und Arbeitsverhältnisse in der Schuh- und Lederindustrie in Amerika. Nürnberg s. a. 1928.
- Der Fourniturenwucher in der Schuhfabrikation. Nürnberg 1906